# Мерцедес-Бенц W195 Рекордваген
Мерцедес-Бенц W125 Rekordwagen (Rekord – рекорд, wagen – автомобил) е експериментален, високоскоростен автомобил произведен в края на 30-те години на XX век. Колата е на изложение в музеят на Мерцедес-Бенц  Архив на оригинала от 2006-05-14 в Wayback Machine. в Щутгарт.

## Спецификации
- Двигател: MD 25 DAB/3 60-градусов V12
- Позиция на двигателя: Предно разположен по дължина
- Аспирация: Два Roots суперчарджъра
- Разпределителни валове: DOHC 4 вала на цилиндър
- Обем на двигателя: 5.57 литра (82.0 x 88.0 mm)
- Компресия: 9.17:1
- Мощност: 736 к.с. при 5800 об/м
- Мощност/литър 131.97 к.с./литър
- Съотношение мощност към тегло: 621.1 к.с./тон.
- Трансмисия: 4-предавателна ръчна скоростна кутия
- Охлаждане на двигателя: чрез лед за да се запазят отворите към двигателя възможно най-малки с цел по-добра аеродинамика

## Рекордът
Рекордът на Рудолф Карачола от 432.7 км/ч на летящия километър на 28 януари 1938 г. все още остава най-бързата официално отчетена скорото на обществен път към 2010 г. Също така остава най-високата скорост записана в Германия, докато Рико Антес не я подобрява с драгстер на Top Fuel на драг пистата на Хокенхаймринг.